# Euphthiracarus longirostralis
Euphthiracarus longirostralis är en kvalsterart som beskrevs av Walker 1965. Euphthiracarus longirostralis ingår i släktet Euphthiracarus och familjen Euphthiracaridae. Inga underarter finns listade i Catalogue of Life.